# Menomonie (hrabstwo Dunn)
Menomonie – miejscowość w Stanach Zjednoczonych, w stanie Wisconsin, w hrabstwie Dunn.